# Тэнгэр
Тэнгэр (кит. 腾格里沙漠) — песчаный массив в западной части автономного района Внутренняя Монголия и центральной части провинции Ганьсу Китайской Народной Республики. Является юго-восточной частью пустыни Алашань.
На западе и востоке пустыня соответственно ограничена горами Ябрай-Яньчан и Хэланьшань, её южная граница приблизительно совпадает с прохождением Великой китайской стены. Тэнгэр — четвёртая по величине пустыня в Китае, площадь которой превышает 43 тыс. км².
Название переводится с монгольского как «небо». В большинстве районов пустыни высота над уровнем моря превышает 1200 м. Территория отличается разнообразием ландшафтов, здесь перемежаются дюны, горы, равнины и озера. 70 % пустыни занимают дюны, их преобладающая высота — от 10 до 30 м. В районе Шапотоу встречаются высокие дюны — до 100 м. В пустыне расположено более 400 озёр, большинство из них с пресной водой.

## Борьба с опустыниванием
В пустыне Тэнгер в рамках кампании по борьбе с опустыниванием планируется создание зелёного пояса. Полоса зелёных насаждений шириной 1000 метров должна протянуться на 500 км. Работа будет продолжаться в течение 6 лет.
Более одной трети территории страны находится под угрозой опустынивания. Наступление песков затрагивает жизненные интересы почти 400 миллионов людей, проживающих в районах, граничащих с пустынями. Официальная статистика говорит, что пустыни в стране расширяются со скоростью 2100 квадратных километров ежегодно. Большие плодородные участки земли исчезают под дюнами. В результате наступления песков тысячи семей становятся «экологическими беженцами». Наступление песков вынуждает их искать новые жилища, покидая обжитые места. Правительство ввело ряд реабилитационных программ для помощи таким семьям. С 1980-х годов правительство создаёт общины, предоставляя людям возможность работать на фермах по выращиванию винограда и овощей в пустыне.
Борьба с опустыниванием ведётся путем внедрения передовых научных методов. Для контроля и ограничения распространения пустыни, а также для стимулирования сельского хозяйства в пустыне Тэнгэр проводились эксперименты с выращиванием на дюнах водорослей, мха и лишайников. Новый метод показал перспективные результаты. Посадки стабилизируют пески и помогают повысить плодородие почвы.

## Солнечный парк Тэнгэр
В пустыне расположен солнечный парк Тэнгэр, занимающий площадь в 43 км² (3,25 % от площади пустыни). Он является крупнейшей СЭС в мире и входит в список 50 самых значимых и влиятельных проектов за последние 50 лет. Мощность генерации «солнечной энергии» — 1547 МВт. Помимо выработки и сохранения электроэнергии, в парке расположены теплицы, в которых выращивают овощи. Для тепличных проектов применяются интеллектуальные высокотехнологичные проекты и решения, адаптированные к условиям высокой температуры и влажности.

## Железная дорога
Баотоу — Ланьчжоу — первая китайская железная дорога, проложенная через пустыню и соединяющая Северный и Северо-Западный Китай. Участок железной дороги Иньчуань — Ланьчжоу (140 км) проходит через пустыню Тэнгэр. Дорога была введена в эксплуатацию в 1958 году, но в районе Шапотоу железнодорожное полотно часто заносило песком. В первый год эксплуатации железной дороги поезда вынуждены были прерывать движение 11 раз. Песчаные бури постоянно угрожали безопасности движения поездов. Экспериментальная база Исследовательского института Министерства железных дорог КНР по исследованию пустынь нашла решение: вдоль железной дороги после полосы из гальки, непосредственно примыкающей к путям, укладывалась «сеть», состоящая из квадратов, выложенных высушенной травой и соломой. Площадь одного квадрата — около 1 м². Внутри квадратов высаживали неприхотливые засухоустойчивые растения: копеечник, полынь, карагану древовидную. В последующие годы железнодорожные пути, проходящие по пустыне, укреплялись не одной, а пятью полосами с различными зелёными насаждениями.
Благодаря проделанной работе поезда стали ходить без сбоев, в июне 1960 года в Шапотоу был открыт вокзал. Борьба с опустыниванием вдоль железной дороги Баотоу — Ланьчжоу была очень успешной, в 2008 году проект был удостоен почетной премии Программы ООН по окружающей среде «Глобал-500».

## Туризм
На северной границе пустыни Тэнгэр находится туристическая зона Шапотоу, в 16 км к северо-западу от города Чжунвэй.